# Gymnosphaera
Gymnosphaera, biljni rod iz porodice  cijatovki (Cyatheaceae). Postoji 40 vrsta u pantropima, uglavnom u Starom svijetu (mnoge vrste na Madagaskaru), svega dvije vrste u neotropima. Rod se često uključuje u cijate (Cyathea)

## Vrste
1. Gymnosphaera acrostichoides (Alderw.) S.Y.Dong
2. Gymnosphaera alticola Tardieu
3. Gymnosphaera andersonii (J.Scott ex Bedd.) Ching & S.K.Wu
4. Gymnosphaera andohahelensis (Tardieu) Tardieu
5. Gymnosphaera annae (Alderw.) S.Y.Dong
6. Gymnosphaera atropurpurea (Copel.) Copel.
7. Gymnosphaera austroyunnanensis (S.G.Lu) S.G.Lu & Chun X.Li
8. Gymnosphaera baileyana (Domin) S.Y.Dong
9. Gymnosphaera biformis (Rosenst.) Copel.
10. Gymnosphaera boivinii (Mett. ex Ettingsh.) Tardieu
11. Gymnosphaera capensis (L.fil.) S.Y.Dong
12. Gymnosphaera commutata (Mett.) S.Y.Dong
13. Gymnosphaera denticulata (Baker) Copel.
14. Gymnosphaera dimorpha (Christ) S.Y.Dong
15. Gymnosphaera gigantea (Wall. ex Hook.) J.Sm.
16. Gymnosphaera glabra Blume
17. Gymnosphaera henryi (Baker) S.R.Ghosh
18. Gymnosphaera hornei (Baker) Copel.
19. Gymnosphaera impolita (Rakotondr. & Janssen) S.Y.Dong
20. Gymnosphaera khasyana (T.Moore ex Kuhn) Ching
21. Gymnosphaera lurida (Blume) S.Y.Dong
22. Gymnosphaera metteniana (Hance) Tagawa
23. Gymnosphaera mildbraedii (Brause) S.Y.Dong
24. Gymnosphaera nicklesii Tardieu & F.Ballard ex Tardieu
25. Gymnosphaera ogurae (Hayata) Tagawa
26. Gymnosphaera olivacea (Brause) S.Y.Dong
27. Gymnosphaera phlebodes (Lehnert & Coritico) S.Y.Dong
28. Gymnosphaera podophylla (Hook.) Copel.
29. Gymnosphaera poolii (C.Chr.) S.Y.Dong
30. Gymnosphaera ramispina (Hook.) Copel.
31. Gymnosphaera ramispinoides (M.Kato) S.Y.Dong
32. Gymnosphaera rebeccae (F.Muell.) S.Y.Dong
33. Gymnosphaera rouhaniana (Rakotondr. & Janssen) S.Y.Dong
34. Gymnosphaera rubella (Holttum) S.Y.Dong
35. Gymnosphaera salletii (Tardieu & C.Chr. ex C.Chr. & Tardieu) S.Y.Dong
36. Gymnosphaera salvinii (Hook.) S.Y.Dong
37. Gymnosphaera scandens (Brause) S.Y.Dong
38. Gymnosphaera schlechteri (Brause) Copel.
39. Gymnosphaera schliebenii (Reimers) S.Y.Dong
40. Gymnosphaera subdubia (Alderw.) S.Y.Dong